# 차트차

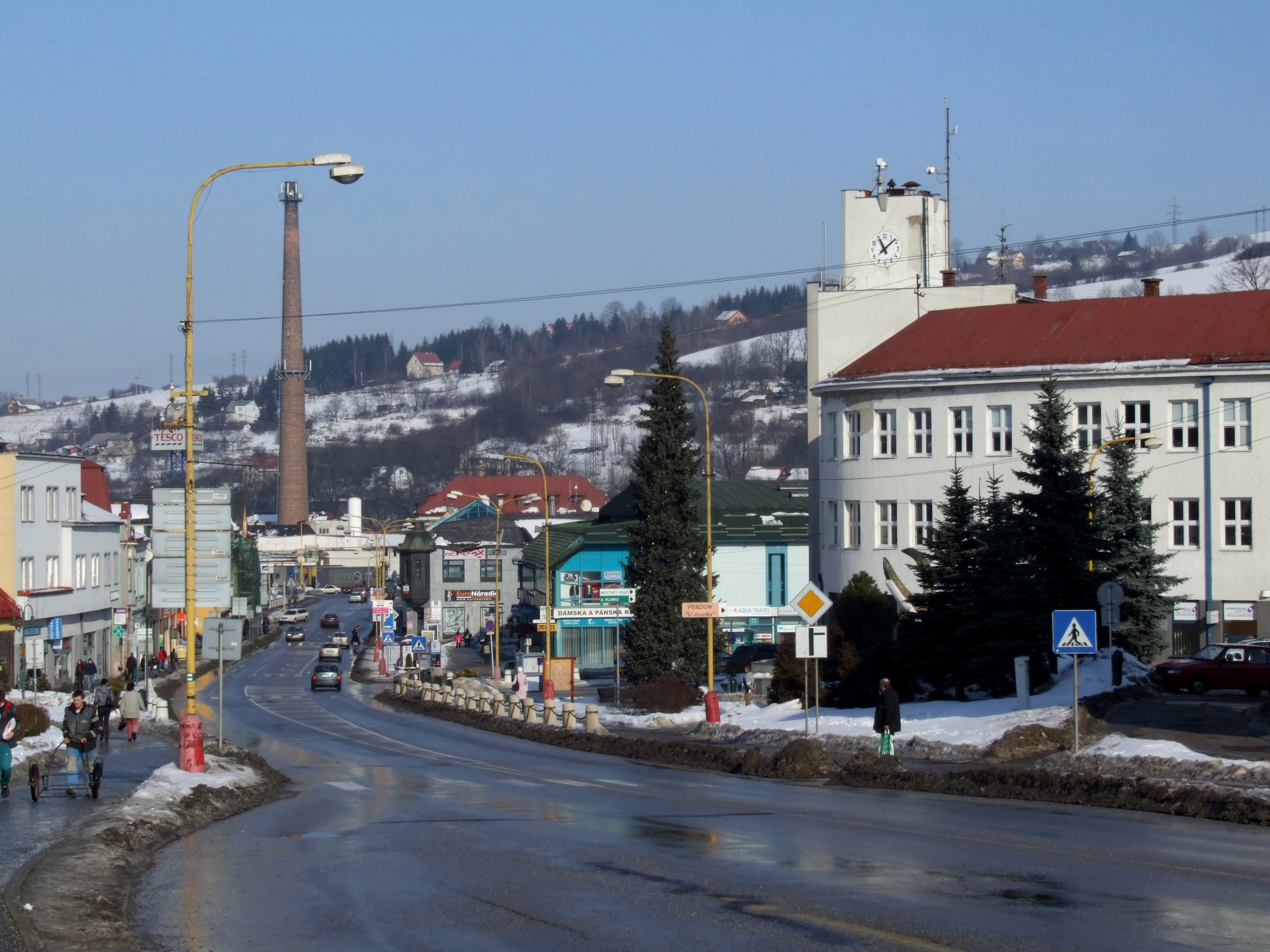
차트차

차트차(슬로바키아어: Čadca, 헝가리어: Csaca 처처[*], 폴란드어: Czadca 차트차[*])는 슬로바키아 북부 질리나주에 위치한 도시로 면적은 56.792km2, 높이는 420m, 인구는 24,959명(2010년 기준), 인구 밀도는 439명/km2이다. 질리나에서 북쪽으로 약 30km 정도 떨어진 곳에 위치하며 폴란드, 체코 국경과 가까운 지점에 위치한다.

시 문장

## 자매 도시
- 폴란드 지비에츠
- 폴란드 토룬